# Lithophane semiconfluens
Lithophane semiconfluens är en fjärilsart som beskrevs av Barend J. Lempke 1964. Lithophane semiconfluens ingår i släktet Lithophane och familjen nattflyn. Inga underarter finns listade i Catalogue of Life.